# Рудзея (водосховище)
Рудзея (біл. Рудзея) — водосховище на межі Могильовського та Чавуського районів, поблизу селищ Городня та Медзведавка. Створене на річці Рудзея в 1986 році з метою зрошення сільськогосподарських угідь, рибництва та рекреації.
Площа поверхні 3,85 км², довжина 12 км, найбільша ширина 700 м, глибина 7,6 м, об'єм води 8,3 млн м³. Площа водозбірного басейну 329 км². Берегова лінія звивиста, в гирлах річок і струмків утворює затоки. Потік Ільменка тече на північ.
Біля водойми проходить дорога Р122. На березі водосховища розташований спортивно-оздоровчий центр «Рудзея».